# Charley Goldman

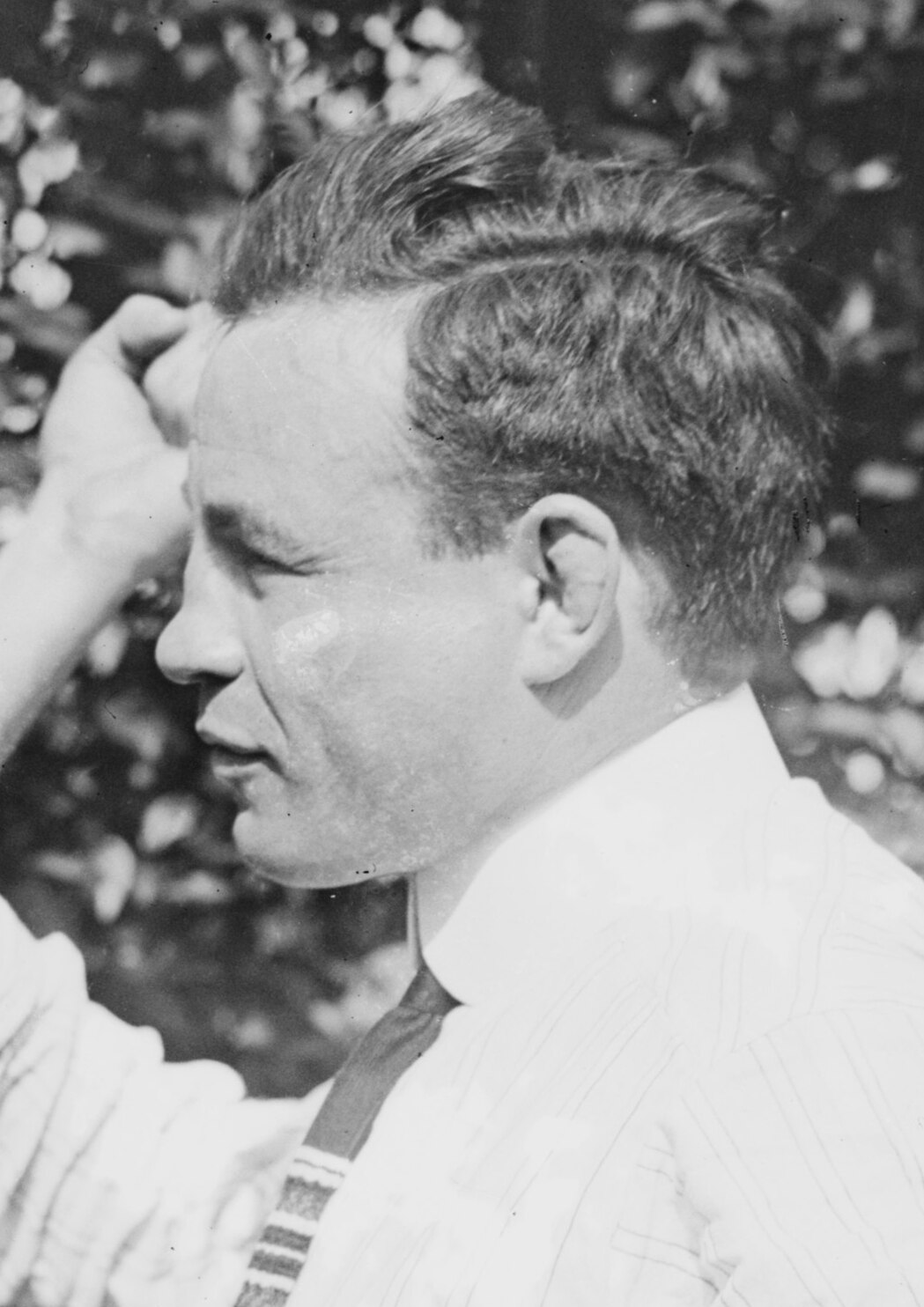
Charlie Goldman, 1910

Charley Goldman (* 22. Dezember 1887 in Warschau, Polen als Israel Goldman; † 11. November 1968) war ein polnischer Boxer und Boxtrainer. Er war der erste Trainer vom bisher einzigen ungeschlagenen Schwergewichtsweltmeister Rocky Marciano (49-43-0).
Als Boxer trat er im Bantamgewicht an. Als Trainer gilt er als einer der besten aller Zeiten. Neben dem enorm schlagstarken Marciano trainierte er unter anderem Lou Ambers, Joey Archibald, Kid Gavilán, Al McCoy, Carlos Ortiz, Marty Servo, Jersey Joe Walcott, Fritzie Zivic, Tony Alongi, Oscar Bonavena, Cesar Brion, Rory Calhoun, Walter Cartier, Bob Cleroux, Arturo Godoy, Richie Howard und Johnny Risko.

## Sonstiges
Goldmann war jüdischer Herkunft.

## Aufnahme in Ruhmeshalle
Goldman wurde unter anderem in folgenden Ruhmeshallen aufgenommen:
- International Boxing Hall of Fame (Aufnahmejahr 1992)
- International Jewish Sports Hall of Fame